# Stanisław Nowicki (pułkownik)
Stanisław Nowicki, ps. „Henryk” (ur. 9 lipca 1897 w Mińsku, zm. 9 października 1963 w Warszawie) – pułkownik dyplomowany Wojska Polskiego.

## Życiorys
Urodził się 9 lipca 1897 w Miński, ówczesnej stolicy guberni mińskiej.
18 grudnia 1918 wstąpił do Wojska Polskiego. W czasie wojny z bolszewikami dowodził 1. baterią 2 pułku artylerii polowej Legionów. Wyróżnił się 25 lipca 1920 wspierając 4 pułk piechoty Legionów w walce pod  Królowym Mostem i 30 lipca tego roku w walce XV Brygady Piechoty o wieś Topczewo. 1 marca 1921 dowódca I dywizjonu 2 pap Leg. major Feliks Kamiński sporządził wniosek o odznaczenie porucznika Stanisława Nowickiego Orderem Virtuti Militari za dowodzenie baterią w walce o wieś Topczewo. Identyczny wniosek sporządził dowódca XV Brygady Piechoty pułkownik Karol Krauss i przesłał go do Dowództwa 2 Dywizji Legionów, lecz „zaginął jednak zapewnie w ciągu dalszych operacji”.
Po zakończeniu działań wojennych pozostał w wojsku jako oficer zawodowy i kontynuował służbę w 2 pułku artylerii polowej Legionów. W latach 1929–1931 był słuchaczem kursu normalnego Wyższej Szkoły Wojennej w Warszawie. Po ukończeniu kursu otrzymał dyplom naukowy oficera dyplomowanego i z dniem 1 września 1931 przydzielony został do Centrum Wyszkolenia Piechoty w Rembertowie na stanowisko wykładowcy. Awansował na majora ze starszeństwem z dniem 1 stycznia 1932. Następnie pełnił służbę w Wyższej Szkole Wojennej na stanowisku wykładowcy w katedrze taktyki artylerii, którą do stycznia 1938 kierował płk dypl. Stanisław Tatar. Na stopień podpułkownika został mianowany ze starszeństwem z 19 marca 1938 i 33. lokatą w korpusie oficerów artylerii. W 1939 nadal pełnił służbę w WSWoj. na stanowisku wykładowcy przedmiotu taktyka ogólna I kursu.
Kampanię wrześniową 1939 odbył w Oddziale III Operacyjnym Sztabu Naczelnego Wodza. Pełnił funkcję oficera odcinkowego Armii „Kraków” w Wydziale Sytuacyjnym, którego szefem był ppłk dypl. Leopold Okulicki. Jego zadaniem było stałe utrzymywanie łączności z dowództwem armii, zbieranie wiadomości o przebiegu działań i zestawianie raportów dla szefa sztabu i Naczelnego Wodza o położeniu na froncie. W tym samym czasie, w drugiej komórce Oddziału III – Wydziale Operacyjnym pełnił służbę kpt. dypl. Marian Utnik.
W latach 1940–1942, w stopniu podpułkownika, był dowódcą 16 dywizjonu artylerii motorowej, a od marca 1942 roku dowodził 1 pułkiem artylerii motorowej. Był szefem sekretariatu osobistego generała Stanisława Tatara.

Od początku 1945 do lutego 1947 obok gen. Stanisława Tatara oraz płk Mariana Utnika jeden z trzech dysponentów tzw. funduszu "Drawa" utworzonego w celu finansowania działalności tzw. centrali konspiracyjnej "Hel", których celem miało być wspieranie działalności niepodległościowej w Polsce. Obie struktury były podporządkowane gen. Tatarowi, Utnik i Nowicki byli od niego zależni. Aktywa funduszu "Drawa" stanowiło m.in. 350 kg złota FON, przekazanego przez ministra obrony narodowej Rządu RP na uchodźstwie gen. Marian Kukiel, w 1945 zadysponowanego na pomoc dla byłych żołnierzy Armii Krajowej i pozostałych po nich rodzin. Fundusz "Drawa" oraz złoto FON zostały w większości przez trójkę dysponentów - nazywających siebie "Komitetem Trzech" - zdefraudowane oraz przekazane władzom "Polski ludowej". 
"W końcu maja 1947 r. gen. bryg. Stanisław Tatar i jego wspólnicy - płk dypl. Stanisław Nowicki oraz ppłk dypl. Marian Utnik - zdecydowali się jawnie na współpracę z komunistycznym wywiadem wojskowym. Pod płaszczykiem szczytnych celów, za zdefraudowane pieniądze z funduszu "Drawa" oraz złoto Funduszu Obrony Narodowej, należące do polskiego rządu na emigracji, kupowali sobie faktycznie lepszą przyszłość w Polsce Ludowej. Tak przynajmniej sądzili, gdyż nieodległa przyszłość brutalnie zweryfikowała ich przypuszczenia. (...) Działania Komitetu, noszące wszelkie znamiona defraudacji majątku należącego do Skarbu Państwa, zawsze zmierzały w jednym kierunku: powrotu do Polski i wykorzystania zawłaszczonego majątku w celu zabezpieczenia własnej przyszłości. Oczywiście dążenia te na zewnątrz starannie maskowano troską o odbudowę kraju".
 W lipcu 1948 Bolesław Bierut odznaczył gen. Tatara Krzyżem Oficerskim Orderu Odrodzenia Polski, płk Nowickiego Krzyżem Kawalerskim Orderu Odrodzenia Polski, (minister obrony narodowej, marszałek Polski Michał Rola-Żymierski zweryfikował go w stopniu pułkownika), a ppłk. Utnik rozkazem marszałka Żymierskiego został awansowany do stopnia pułkownika.
Po przyjeździe do Polski aresztowany 4 listopada 1949, a w 1951 w procesie „TUN” skazany na karę 15 lat więzienia z karami dodatkowymi na podstawie spreparowanych dowodów (m.in. oskarżony o defraudację złota ze skarbu FON i próbę wykorzystania przekazania depozytu do rozpoczęcia działalności szpiegowskiej).
Historyk dr Daniel Koreś napisał: „nigdzie nie udało mi się znaleźć oficjalnego dokumentu poświadczającego współpracę agenturalną Nowickiego (także nie udało się ustalić pseudonimu, jakim się posługiwał w korespondencji z centralą – na raportach takowego nie używał). Natomiast już po wyjściu z więzienia Wydział Kadr Zarządu II SG wystawił mu, na podstawie potwierdzenia pisemnego gen. Komara z 5 lutego 1959, że od 1 lipca 1947 do 4 listopada 1949 służył w wywiadzie PRL na placówce przy Ambasadzie w Londynie”.
W 1956 zwolniony i zrehabilitowany. Zmarł nagle na serce. Pochowany na Cmentarzu Wojskowym na Powązkach (kwatera A32-4-3).

## Ordery i odznaczenia
- Krzyż Kawalerski Orderu Odrodzenia Polski (1948)
- Krzyż Walecznych trzykrotnie[8]
- Srebrny Krzyż Zasługi – 3 sierpnia 1928 „za zasługi na polu wyszkolenia wojska”[14][15]